# كولن فليمنغ
كولن فليمنغ (بالإنجليزية: Colin Fleming)‏ مواليد 13 أغسطس 1984 في اسكتلندا، هو لاعب كرة مضرب إسكتلندي يلعب باليد اليمنى بدأ مسيرته كمحترف عام 2003.

## روابط خارجية
- كولن فليمنغ على موقع رابطة محترفي التنس (الإنجليزية)
- كولن فليمنغ على موقع الاتحاد الدولي لكرة المضرب (الإنجليزية)
- كولن فليمنغ على موقع كأس ديفيز (الإنجليزية)
- كولن فليمنغ على موقع خلاصة التنس.كوم (الإنجليزية)
- كولن فليمنغ على موقع إي إس بي إن.كوم (الإنجليزية)
- كولن فليمنغ على موقع أوليمبيديا (الإنجليزية)
- كولن فليمنغ على موقع اللجنة الأولمبية البريطانية (الإنجليزية)
- كولن فليمنغ على موقع اتحاد ألعاب الكومنولث (مؤرشف) (الإنجليزية)